# Monty Python: Smisel življenja
Monty Python: Smisel življenja, krajše Smisel življenja, (angleško Monty Python's The Meaning of Life, krajše The Meaning of Life) je britanski satirično komični film s skeči iz leta 1983, za katerega so napisali scenarij, ga režirali in odigrali glavne vloge člani skupine Monty Python: Graham Chapman, John Cleese, Terry Gilliam, Eric Idle, Terry Jones in Michael Palin, režiral ga je Jones. To je bil zadnji film Pythonov v popolni postavi pred smrtjo Chapmana leta 1989.
Za razliko od predhodnih dveh filmov Monty Python in Sveti gral in Brianovo življenje, ki sta prikazovala enotno, bolj ali manj koherentno zgodbo, se Smisel življenja vrne k prvotni obliki, kot v seriji Leteči cirkus Montyja Pythona ali prvem filmu skupine And Now for Something Completely Different. Tako je film sestavljen iz skupine skečev, ki so le ohlapno povezani in prikazujejo različna življenjska obdobja.
Film je izšel 22. aprila 1983 v Združenem kraljestvu in čeprav ni dosegal priljubljenosti predhodnih dveh, je bil vseeno dobro sprejet pri kritikih in dosegel zmerni uspeh po prodanih vstopnicah, skupni zaslužek je bil 15 milijonov $, proračun pa 9 milijonov $. Filmska spletna stran Rotten Tomatoes mu je dodelila oceno 90%. leta 2010 je bil izbran na seznam dvajsetih najboljših kultnih filmov revije The Boston Globe.